# ملبيغة إسفينية الشكل
ملبيغيا إسفينية الشكل (الاسم العلمي:Malpighia cuneiformis) هي نوع من النباتات يتبع جنس الملبيغيا من الفصيلة الملبيغية.